# Mary Joy Tabal
Mary Joy Tabal (Cebu City, 13 juli 1989) is een Filipijns marathonloopster.
In 2016 nam Tabal deel aan de Olympische Zomerspelen van Rio de Janeiro op het onderdeel marathon. Ze finishte als 124e in een tijd van 3:02.27.
Haar beste tijd op de marathon is 2:43.31 die ze in 2016 liep op de Marathon van Ottawa.
- World Athletics: 14450573